# سفينة رائدة

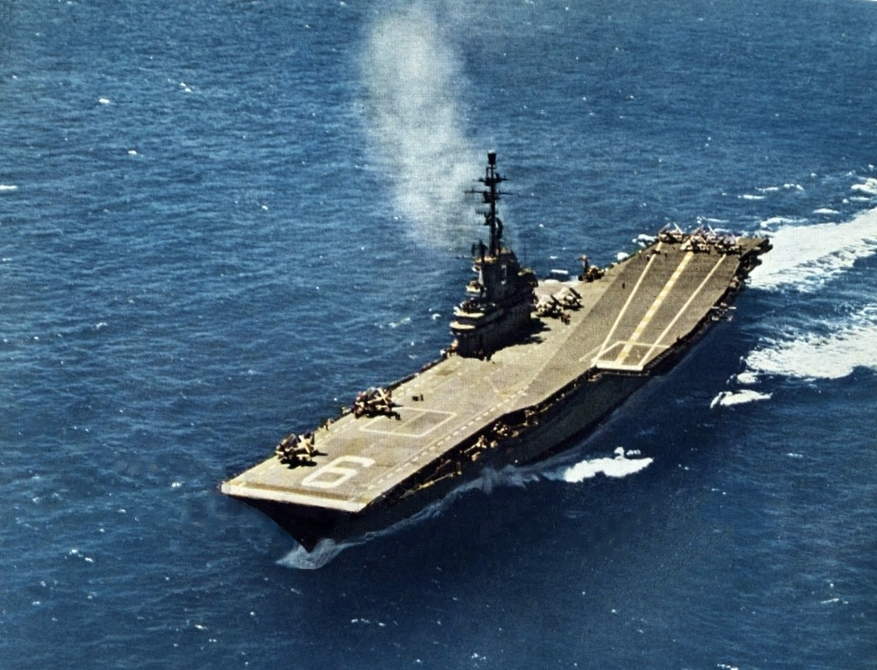

السفينة الرائدة أو السفينة القائدة أو رائدة الفئة هي السفينة الأولى من سلسلة أو فئة من السفن التي يتم إنشاؤها جميعًا وفقًا لنفس التصميم العام. المصطلح ينطبق على السفن العسكرية والطائرات المدنية الأكبر.    
السفن الكبيرة معقدة داخليا وقد تستغرق بناء ما بين خمس إلى عشر سنوات. من المرجح أن يتم تضمين أي تغييرات أو تطورات متوفرة عند بناء السفينة، لذلك فمن النادر أن يكون هناك تغييران متطابقان. بناء سفينة واحدة من المرجح أن يكشف عن طرق أفضل لفعل الأشياء ,وتفادي الأخطاء.
غالبًا ما تبدأ السفينة الثانية من الفئة قبل اكتمال أول سفينة وإطلاقها واختبارها. ومع ذلك، فإن بناء النسخ لا يزال أكثر كفاءة وفعالية من حيث التكلفة من بناء النماذج الأولية، وعادة ما تتبع السفينة الرائدة بنسخ مع بعض التحسينات بدلاً من الإصدارات المختلفة جذريًا. سيتم في بعض الأحيان إدخال تعديلات وتحسينات على السفن الرائدة. من حين لآخر، سيتم إطلاق السفينة الرائدة وتجهيزها لإجراء اختبارات قبل اكتمال السفن التالية.

## روابط خارجية
- مثال لإعلان سفينة الرصاص من البحرية الأمريكية
- يو اس اس بنسلفانيا BB-38